# Vũ Như Canh
Vũ Như Canh (1920-2016) là nhà giáo Việt Nam, Tiến sĩ Toán Lý, Giáo sư Việt Nam.
Ông du học tại Pháp tốt nghiệp cử nhân toán - lý tại Pháp năm 1940 và tiến sĩ toán - lý năm 1949 sau đó về nước. Là vị giáo sư trẻ nhất của Nhà nước trong đợt phong học hàm lần đầu tiên năm 1956. Năm 2008, ông được phong tặng danh hiệu Nhà giáo Nhân dân .

## Tiểu sử
Ông quê gốc ở làng Quất Động, xã Quất Động, huyện Thường Tín, tỉnh Hà Đông (nay thuộc Hà Nội) nơi có nghề thêu nổi tiếng. Cha mẹ ông sớm tìm đường ra Hà Nội buôn bán. Với nghề thêu truyền thống cùng sự đảm đang, tảo tần, chắt chiu, hai cụ đã nhanh chóng xây dựng được cơ ngơi trên phố Hàng Nón. Có tài sản lớn, cha mẹ ông không cho con cái theo nghề kinh doanh mà đều hướng theo con đường học hành và đều thành đạt. Anh trai ông là Luật sư Vũ Văn Mẫu, em gái là dược sĩ Vũ Thị Sửu 
Hồi nhỏ, Vũ Như Canh rất ham chơi. Có năm phải lưu ban không lên được lớp vì mải chơi. Bà mẹ thấy vậy liền giao Vũ Như Canh cho anh trai cả kèm cặp. Từ đó, Vũ Như Canh có hứng thú học hành. Nhờ tinh thần tự học miệt mài, để rồi trở thành hiện tượng “lạ lùng”, một năm học nhảy 4 lớp, khiến nhiều người phải bất ngờ.
Năm 18 tuổi (1938), tốt nghiệp tú tài toán Trường Bưởi (nay là Trường Chu Văn An - Hà Nội), gia đình cho Vũ Như Canh sang Pháp du học. Tàu đến trễ, Vũ Như Canh nhập học muộn ĐH Montpellier. Với chế độ giáo dục của người Pháp thời đó, nhập học sớm hay muộn không thành vấn đề, cốt yếu là phải lấy đủ tín chỉ mới có bằng cử nhân. Chiến tranh thế giới 2 xảy ra, gia đình không gửi tiền qua kịp. Sáng ông xếp hàng ăn cơm từ thiện. Cơm chỉ ăn một bữa, ông lại học suốt ngày đêm. Chỉ sau hai năm, ông lấy được đầy đủ các tín chỉ của ĐH Montpellier.
Năm 1940, là sinh viên đỗ tốt nghiệp thủ khoa ở Pháp, Vũ Như Canh bắt đầu đi làm trợ giảng cho ĐH Montpellier, một trường danh giá trong nền giáo dục nước Pháp. Năm 1949, ông bảo vệ thành công xuất sắc luận án tiến sĩ vật lý quốc gia (docteur d’état) tại Trường ĐH Montpellier, năm sau Vũ Như Canh về nước, được phong hàm giáo sư thực thụ (professeur titulaire) tại Trường ĐH Khoa học cơ bản (Faculté des Sciences) Đông Dương ở Hà Nội.
Từ đây, Vũ Như Canh là người Việt Nam đầu tiên dạy ĐH bằng tiếng Pháp ở Việt Nam. Hai năm sau, ông được cử làm Phó giám đốc Trường ĐH Khoa học cơ bản mà hiệu trưởng là người Pháp.

## Sự nghiệp giáo dục tại miền Bắc
Năm 1954, hòa bình được lập lại ở miền Bắc nhưng đất nước tạm chia hai miền. GS Vũ Như Canh là một trí thức có địa vị cao sang lại chưa có điều kiện tiếp xúc, hiểu biết cách mạng, nhưng ông đã ở lại Hà Nội làm việc.
GS Vũ Như Canh đã ở lại với miền Bắc, là vị GS chính thức trên bục giảng ĐH Sư phạm khoa học , giữ chức Phó Giám đốc nhà trường bên cạnh Giám đốc là GS-TS Lê Văn Thiêm. Cùng với GS Ngụy Như Kon Tum, GS Dương Trọng Bái..., GS Vũ Như Canh cũng là một trong những người đầu tiên xây dựng Khoa Vật lý chung cho cả hai trường ĐH Sư phạm Hà Nội và ĐH Tổng hợp Hà Nội (nay là Trường Đại học Khoa học Tự nhiên, Đại học Quốc gia Hà Nội).
Hơn 30 năm giảng dạy trên giảng đường ĐH, GS Vũ Như Canh đã đào tạo nhiều thế hệ học trò trưởng thành từ chuyên ngành vật lý. Những nhà khoa học vật lý sáng giá hiện nay đều được thụ giáo ông như:
- PGS-TS Vũ Thanh Khiết (nguyên Phó hiệu trưởng ĐH Sư phạm Hà Nội),
- GS-TS Đàm Trung Đồn (nguyên Trưởng khoa Vật lý chất rắn - ĐH Quốc gia Hà Nội),
- GS-VS Nguyễn Văn Hiệu (nguyên Viện trưởng Viện Khoa học và Công nghệ Việt Nam, Hiệu trưởng Trường Đại học Công nghệ, Đại học Quốc gia Hà Nội),
- GS-TS Phạm Quý Tư (nguyên Hiệu trưởng ĐH Sư phạm Hà Nội),
- GS-VS Đào Vọng Đức (nguyên Viện trưởng Viện Vật lý Việt Nam),
- GS Phạm Duy Hiển (chuyên gia hàng đầu về điện hạt nhân Việt Nam, nguyên Phó viện trưởng Viện Năng lượng nguyên tử Việt Nam, Viện trưởng Viện Nghiên cứu Hạt nhân Đà Lạt).